# Kalter Hund
Le Kalter Hund — littéralement : « chien froid » — est une pâtisserie qui ne nécessite aucune cuisson et dont la concoction s’élabore généralement avec des gâteaux secs et du chocolat. Le Kalter Hund est couramment consommé en Allemagne. Il en existe diverses versions et appellations à travers le monde, mais sa recette première semble provenir de l'Europe de l'Est.

## Origine
Le Kalter Hund puise ses origines historiques dans la tradition culinaire berlinoise et est-allemande.
Dans le courant des années 1920, l'entreprise allemande Bahlsen publie la recette du « cake au chocolat et petits-beurre Leibniz ».
De nos jours, la confection de ce dessert — typique des repas d'anniversaire — se voit notamment associée au miracle économique allemand qui suit la fin de la Seconde Guerre mondiale. 
Parmi les différentes variantes prévalant en Allemagne figurent en outre les appellations suivantes : Lukullus, Kalte Pracht, Kekstorte, Kellerkuchen, Kalte Torte, Kalte Schnauze, Schwarzer Peter, Schwarzer Hund, Kalter Igel, Keksmauer, Wandsbeker Speck ou encore Schichtschoki.
L’élaboration afférente se compose généralement de gâteaux secs — de type Petit Beurre, Petit Brun Extra, Thé, boudoir, Champagne, galette bretonne, Petit Four, Prince, Pim's, Paille d'or, Granola, spéculoos, Barquette, Napolitain, etc. — recouverts de chocolat fondu et de graisse de coco. Les différentes couches de biscuits sont ensuite successivement superposées et disposées en alternance avec, à chaque intercalation, l’apposition d’une couche de crème au chocolat issue de la préparation précitée,.

## Variantes

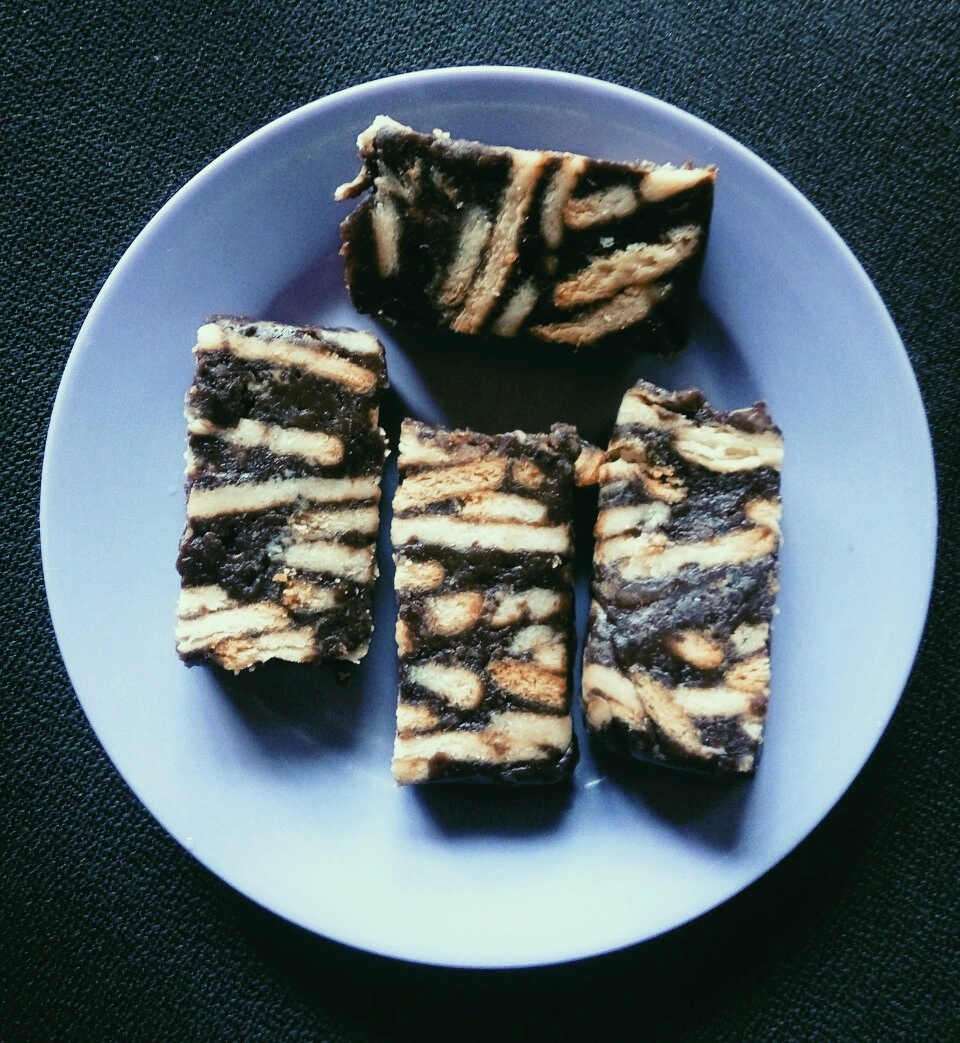
Version malaisienne : kek batik.

La recette de base ainsi que les diverses attributions nominatives varient sensiblement en fonction de chaque pays qui s’en inspire et en reproduit peu ou prou le canevas originel à sa manière :
- Italie : salame di cioccolato[6] (salami de chocolat) ou salame turco (salami turc) ;
- Grèce : kέικ μωσαϊκό, cake mosaïkó, cake mosaïque[7] ;
- Turquie : mozaik pasta[note 1],[8] (gâteau en mosaïque) ou çikolata salamı, çikolatalı salam, piramit pasta (salami chocolaté, gâteau en pyramide) ;
- Suède : radiokaka[9] (gâteau radio) ;
- Danemark : kiksekage[6] (cake de biscuits) ;
- Norvège : Delfiakake[6] (gâteau Delfia), en référence à la marque d’huile de coco Delfia[10] — utilisée dans la recette — conditionnée en Norvège : un classique des repas de Noël[11] ;
- Russie :  xolodnaya sobaka, xолодная собака[12] (chien froid) ou encore Черепаха[6] (gâteau de la tortue) ;
- Lituanie : tinginys[13] (paresseux) ;
- France : saucisson au chocolat[5] ;
- Malaisie : kek batik (it)[14] (gâteau Batik) ;
- Pays-Bas : arretjescake ou arretjenofcake[note 2],[15] (gâteau d’Arretje Nof) ;
- pays anglophones : hedgehog slice[16] (tranche de hérisson) ;
- Québec (Canada) : gâteau froid, essentiellement fait à base de biscuits Village de la marque Viau(aujourd'hui toujours commercialisé par Les aliments Dare) ;
- etc.

Le Royaume-Uni, quant à lui, propose une tourte au chocolat — généralement de forme circulaire — élaborée à partir de biscuits Thé émiettés.

### Danemark

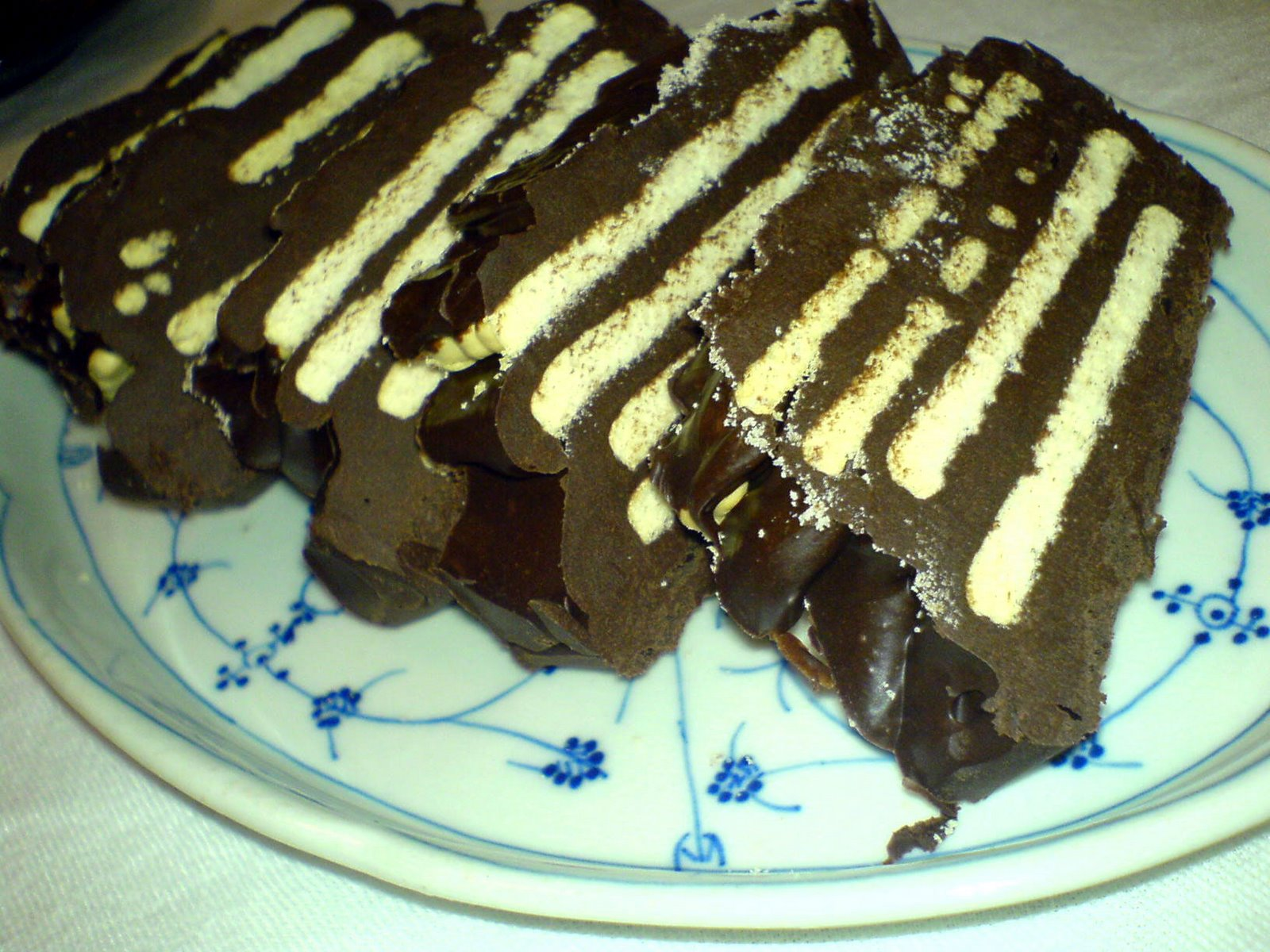
Version danoise : da.

Le kiksekage — littéralement : « gâteau de biscuit » — se concocte à partir de biscuits à la vanille superposés en couches successives, elles-mêmes séparées par une masse de chocolat fondu intercalaire, que l’on intègre ensuite à un moule à pâtisserie rectangulaire avant de placer le tout au réfrigérateur afin d’en compacter l’ensemble.
La masse chocolatière est à l’origine obtenue à partir de beurre de cacao, de chocolat en plaque et de cacao en poudre additionnés d’œufs crus. Cependant, deux décès — imputables à une contamination aux salmonelles survenue durant les fêtes de Noël en 1999 après avoir consommé du kiksekage — ont entraîné une baisse significative de la popularité associée à ce mets. Depuis lors, les autorités sanitaires exhortent la population à remplacer les œufs crus — désignés comme prioritairement coupables du problème — par une pasteurisation ciblée, quitte à se résoudre à cuire le gâteau plutôt que de se restreindre à une simple réfrigération comme préconisé auparavant par la tradition.
Depuis lors, une version réactualisée propose une nouvelle recette subrogée, cette fois-ci, par une intégration complémentaire à base de chocolat fondu, de beurre et lait concentré en lieu et place des œufs qui figuraient autrefois dans la composition originelle.

## Distinctions
Le record planétaire du « plus long Kalter Hund au monde » — ayant nécessité 93 000 biscuits pour son extension et affichant une longueur de près d’un kilomètre — a été établi en octobre 2019 à Ronneburg.

## Cinéma
Le Kalter Hund s’intègre à plusieurs reprises dans la trame du film autobiographique Refuge (Freistatt en allemand), notamment en début, milieu et fin de tournage. Ce gâteau y focalise en quelque sorte l’affection, les espoirs, la rébellion et, surtout, l’extraordinaire force de résilience que le jeune Wolfgang fonde initialement sur l’existence de sa mère. Pourtant, le protagoniste, à ses dépens, va inopinément découvrir en elle un visage pour le moins inattendu qui va passablement contribuer à amoindrir l’idéal qu’il s’en brossait jusqu’alors. Conséquemment, il décidera de — et se résignera à — ne plus jamais la revoir après qu’elle l’a un jour sciemment abandonné à un sort potentiellement létal précédant une scène dramatique à laquelle, contre toute attente, il réussira miraculeusement à survivre.

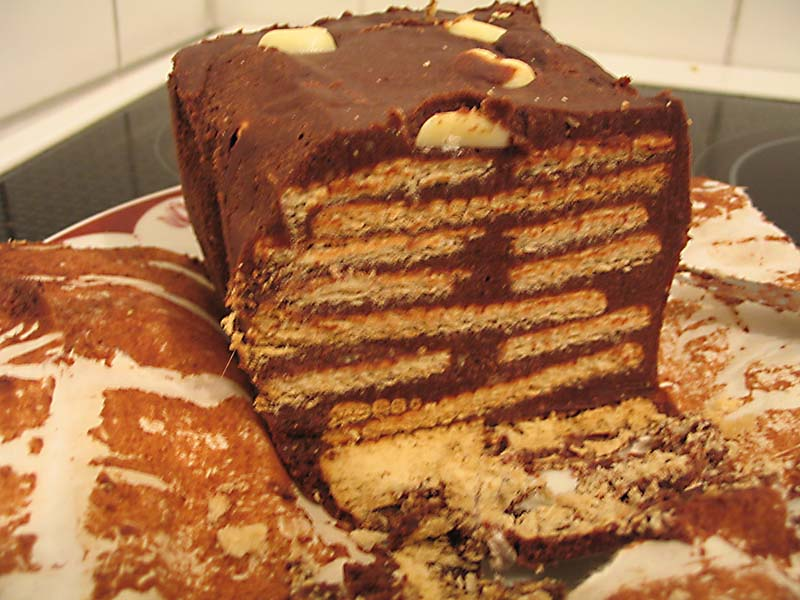
Kalter Hund aux oléagineux.
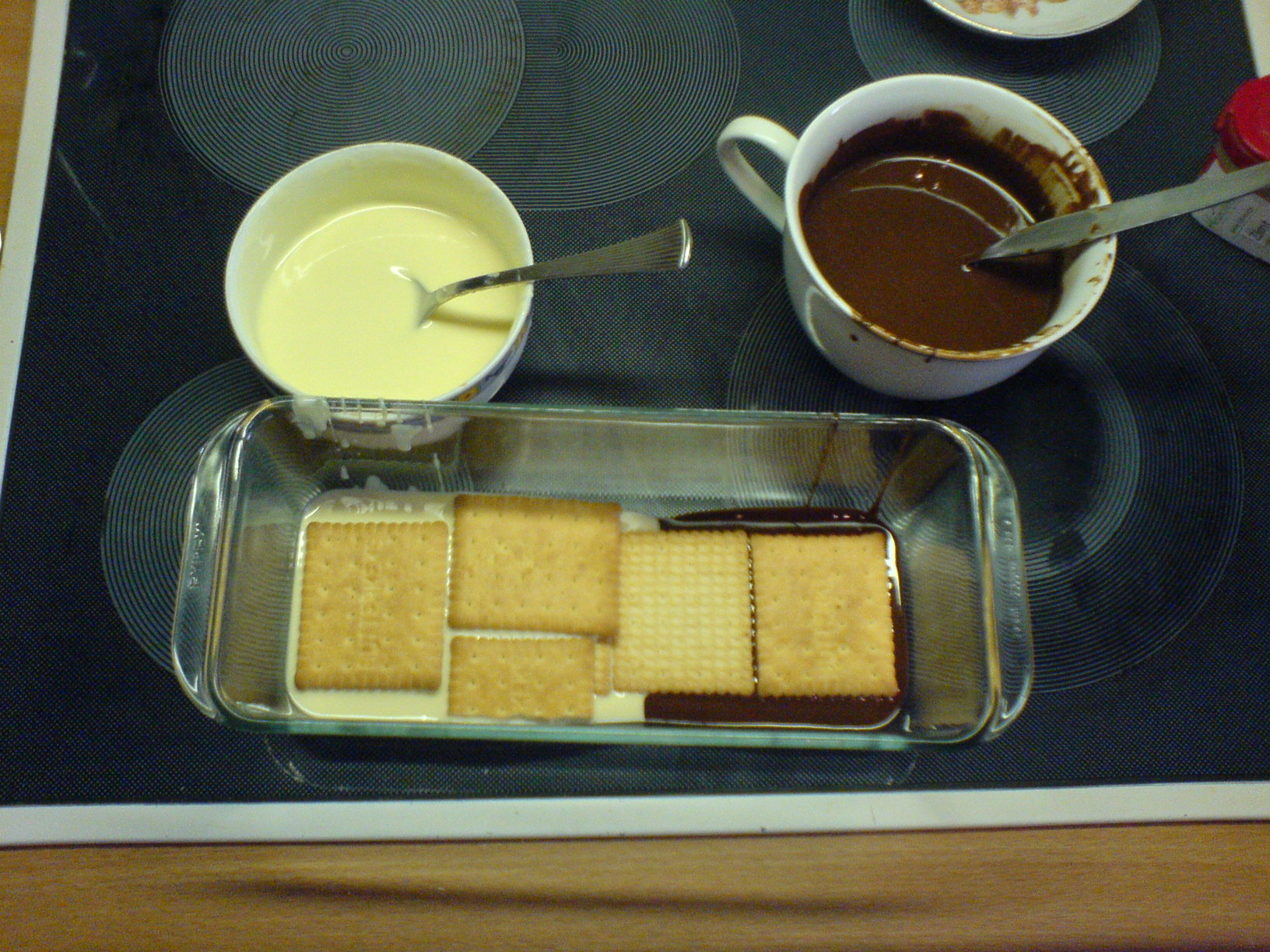
Kalter Hund bichrome.
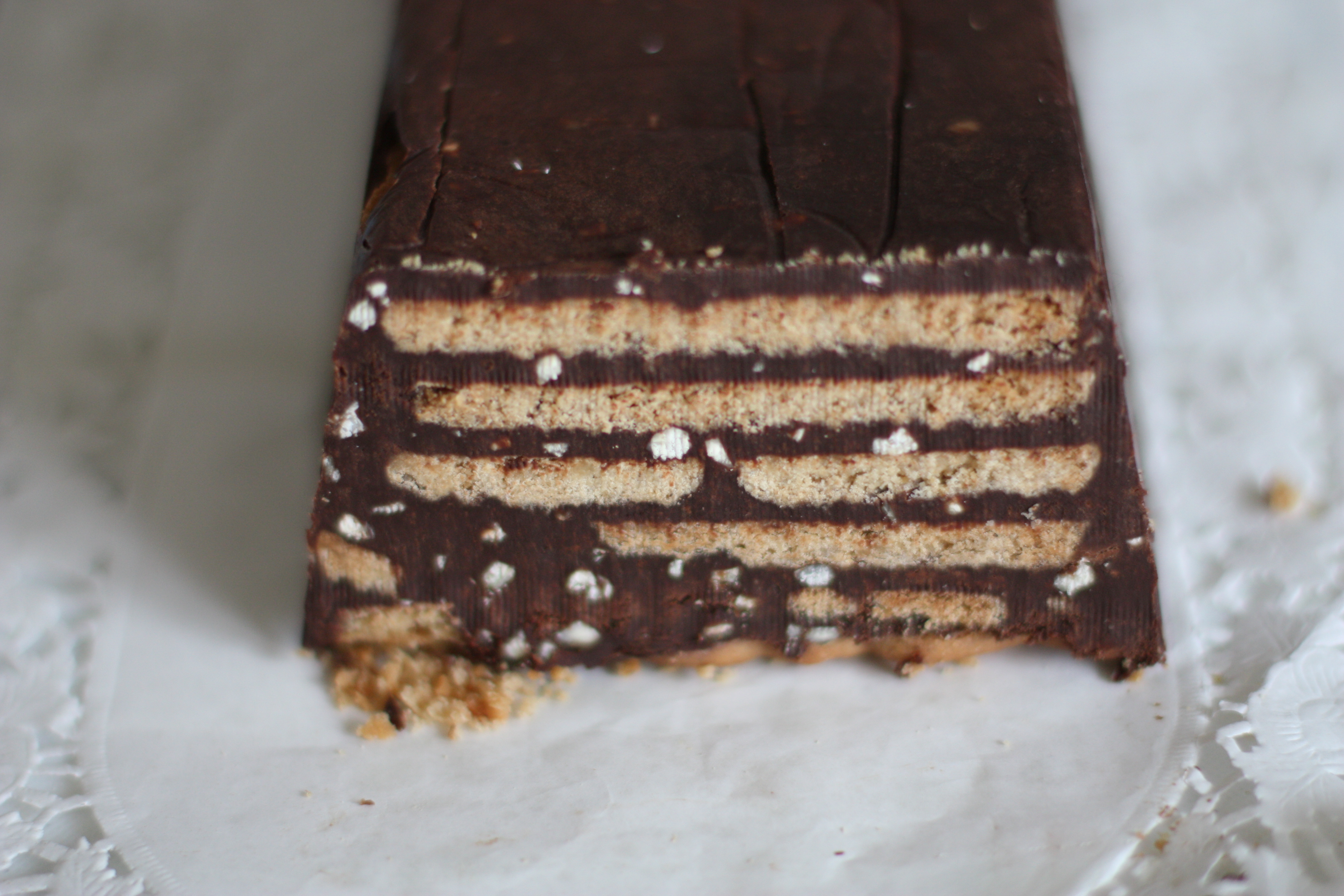
Version de Noël Spekulatius.
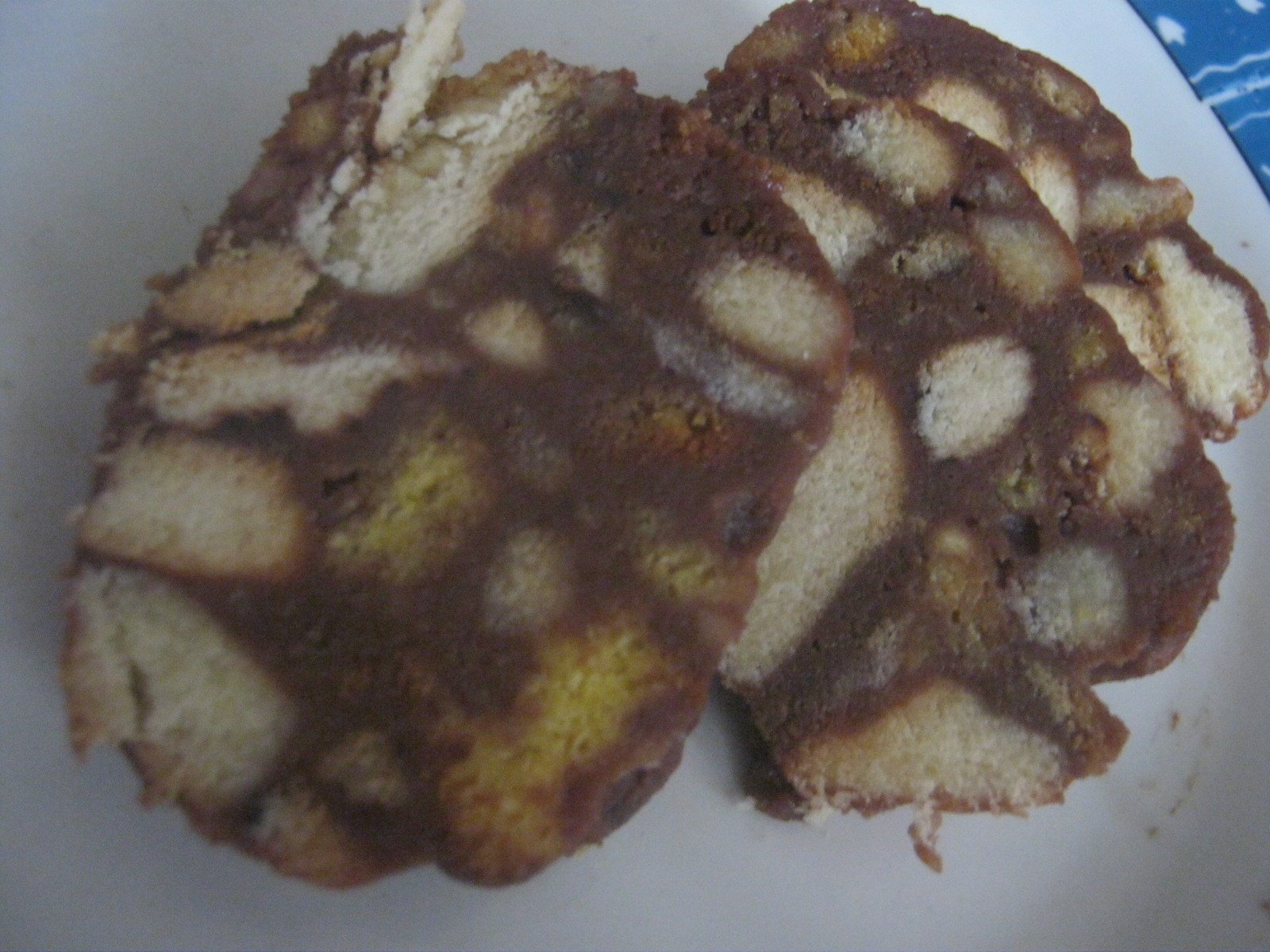
Version lituanienne : tinginys.